# Carthago

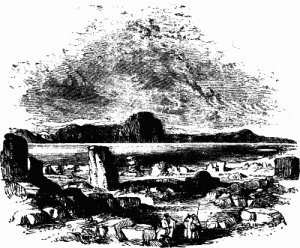
Carthago, 1880

Carthago (Punisch: Qart Hadasht ( ; "nieuwe stad"); Oudgrieks: Καρχηδών, Karchēdṓn; Nederlands, verouderd: Karthaag, Karthago) was een belangrijke Fenicische handelsstad in Noord-Afrika. In de oudheid was Carthago de hoofdstad van het Carthaagse imperium (met Afrika, de Balearen en delen van Spanje, van Sardinië en van Sicilië). De inwoners van Carthago werden door de Romeinen Puniërs (Latijn: Punici) of Carthagers genoemd. 
In de 3e eeuw v.Chr. was het Carthaagse Rijk de grootste rivaal van het Romeinse Rijk. Na de nederlaag van de stad in de oorlog tussen Rome en de Carthaagse generaal Hannibal, verloor Carthago in 202 v.Chr. alle bezittingen buiten Noord-Afrika. Carthago werd tijdens de slotfase van de Derde Punische Oorlog door de Romeinen in 146 v.Chr. geheel verwoest en het resterende deel van de Carthaagse invloedssfeer werd als de provincie Africa onderdeel van het Romeinse Rijk.
In 44 v.Chr. werd de stad wegens de gunstige ligging door de Romeinen weer opgebouwd en groeide ze uit tot de derde stad in het Romeinse Rijk van de eerste eeuwen na Christus (na Rome zelf en Alexandrië).
De resten van het oude Carthago (Frans: Carthage, Arabisch: قرطاج) liggen ongeveer 10 km ten oosten van het huidige Tunis, de hoofdstad van Tunesië.

## Geschiedenis

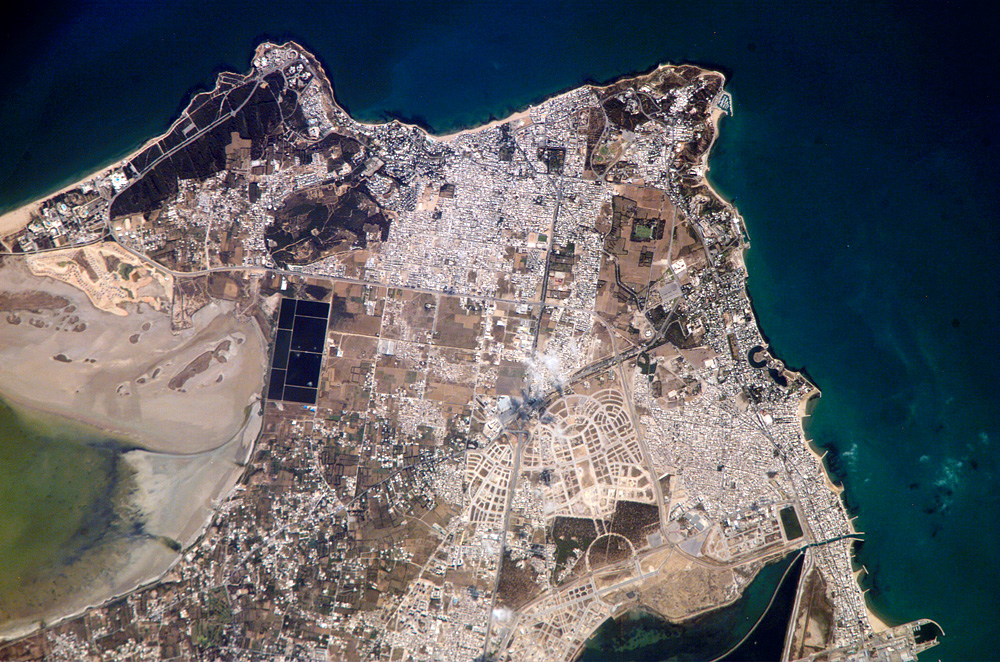
Overzichtsfoto Carthago. Foto: 8 juni 2006 (NASA)

### Oorsprong
De stad werd volgens de overlevering in 814 v.Chr. gesticht door de Feniciërs. Hoewel de oudste gedateerde archeologische vondsten op ongeveer 725 v.Chr. gedateerd zijn, lijkt het gegeven jaartal redelijk correct, omdat er ook aardewerkresten gevonden werden die waarschijnlijk ouder zijn. Het meest waarschijnlijk is dat de stad geleidelijk gegroeid is uit een van de lokale handelsposten van de Feniciërs, die deze op gunstige plaatsen overal langs de Middellandse Zeekusten vestigden.
Volgens de legende, zoals verhaald door de geschiedschrijver Pompeius Trogus, werd de stad gesticht door de gevluchte prinses Dido uit Tyrus. De legende vertelt verder dat de prinses door de Numidische koning Hiarbas werd verwelkomd. Zij vroeg hem om slechts zoveel land als ze met een enkele ossenhuid kon omgeven. Dido sneed van de huid een lange smalle reep, waarmee ze een hele heuvel afbakende. Op deze heuvel, Byrsa genaamd, bouwde ze een citadel.
Een meer pragmatische reden dat de Numidiërs de Fenische nederzetting toestonden was waarschijnlijk dat de Feniciërs tijdens hun handelsreizen al eerder in contact kwamen met de Numidiërs en dat de Numidiërs beseften dat ze de Fenicische handelskennis goed konden gebruiken.
Volgens de Romeinse mythologie bracht de Trojaanse held Aeneas tijdens zijn reizen ook een bezoek aan Dido. Vergilius beschrijft in zijn heldendicht Aeneis de stad met de grote ommuurde burcht, de geplaveide wegen, de haven, het theater en in het midden van de stad het heilige bos met de reusachtige tempel van Juno Caelestis, de beschermgodin van de stad. Dido werd verliefd op Aeneas en toen deze later vertrok naar Latium in Italië pleegde Dido zelfmoord door zich neer te steken op een brandstapel die daarna werd aangestoken.
Bij hun vestiging beperkten de Feniciërs zich aanvankelijk tot een klein gebied om oorlog met de Numidiërs te vermijden en alhoewel er een intensieve samenwerking was, bleef deze in de handel relatief beperkt, althans volgens de Berberse schrijver Mohamed Chafik.

### Uitbreiding
Nadat het Fenicische thuisland tussen 550 en 500 v.Chr. onder invloed van Perzië kwam en Tyrus' handel beperkt werd tot het oostelijke deel van de Middellandse Zee, ontwikkelde Carthago zich snel tot de belangrijkste zeemacht in het westelijke bekken van de Middellandse Zee. Een voor een werden de westelijke Fenicische kolonies en handelsposten door Carthago overgenomen en ook vele nieuwe werden door hen gesticht. Zelfs op de Atlantische kust van Marokko, voorbij de Zuilen van Hercules, werden handelsposten gevestigd en verkenningstochten uitgevoerd. Volgens sommige archeologen bezochten Carthaagse schepen ook de Canarische Eilanden, Madeira en de Azoren. Volgens sommige geschiedschrijvers voer de Carthaagse ontdekkingsreiziger Hanno zelfs om Afrika heen in opdracht van een Egyptische farao.
Carthago eiste ten slotte zelfs het alleenrecht op over de zeehandel en de Carthaagse schepen gingen over tot het tot zinken brengen van rivalen die ze op 'hun zee' aantroffen. Carthago werd daarmee de meest geduchte tegenstander en rivaal van de eveneens handeldrijvende en koloniserende Westelijke Grieken (hoofdzakelijk de Grieken uit Syracuse op Sicilië en uit Massilia in Zuid-Frankrijk) en nog later van de zich uitbreidende stadstaat Rome. Vaak verbonden de Carthagers zich met de Etruskische stadstaten om zo beter de concurrentie van de Grieken te weerstaan. Uiteindelijk leidde de rivaliteit met de Romeinse Republiek tot de drie Punische oorlogen. De Carthagers werden door de Romeinen 'Puniërs' genoemd; deze naam is afgeleid van 'Feniciërs'.

### De Punische oorlogen
In de drie Punische oorlogen (volgens de Romeinen Bella Punica) tussen de Romeinse Republiek en Carthago werd gevochten om de hegemonie in de westelijke helft van het Middellandse Zeegebied. In de tweede van deze oorlogen wist Carthago Rome ernstig te bedreigen, maar uiteindelijk behaalde Rome een totale overwinning. De oorlogen vonden met onderbrekingen plaats tussen 264 en 146 v.Chr.

#### Eerste Punische Oorlog
De Eerste Punische Oorlog werd vooral ter zee uitgevochten, tussen 264 en 241 v.Chr. De Romeinen, die tot dan toe weinig maritieme ervaring hadden, veroverden hierbij de macht over de westelijke Middellandse Zee. De Carthagers moesten hun vloot tot honderd schepen verkleinen. De suprematie van de Carthaagse koopvaardij kwam hiermee ten einde. Noodgedwongen legden de Carthagers zich toen toe op de vergroting van hun landimperium: in Noord-Afrika en vooral op het Iberisch Schiereiland. Huurlingen van lokale Iberische en Numidische afkomst kwamen in opstand, maar de Carthagers konden die huurlingenoorlog met behulp van Griekse huurlingen na veel bloedvergieten neerslaan. Beide mogendheden zouden veel gebruikmaken van huurlingen in de twee volgende oorlogen, maar als de buit niet opwoog tegen de risico's, viel hun betrouwbaarheid nogal eens tegen.

#### Tweede Punische Oorlog
De rivaliteit en het wantrouwen tussen de grootmachten van het westen van de Middellandse Zee waren na de eerste Punische Oorlog allerminst uit de wereld. Na verloop van tijd kwamen ze weer in conflict over de afbakening van hun invloedssferen, deze maal in Iberia. Vooral de Iberische stad Saguntum, het huidige Sagunto, speelde hierin een rol. Toen Rome een verbond sloot met Saguntum, dat in de Carthaagse invloedssfeer lag, was de Tweede Punische Oorlog dan ook onvermijdelijk.
De Carthaagse legerleider Hannibal Barkas besloot grondig met de Romeinen af te rekenen door hen rechtstreeks in Italië aan te vallen. Zijn plan stuitte op tegenstand van een Carthaagse politieke factie onder leiding van Hanno de Grote, die een dergelijk avontuur een slecht idee vond. Hannibal stak niettemin vanuit Iberia de Pyreneeën en de Alpen over met een groot leger, grotendeels bestaande uit Iberische Kelten en Noord-Afrikaanse Libiërs (vooral Numidiërs en Mauri). Volgens de twee eeuwen later levende Romeinse geschiedschrijver Livius deed hij dat in oktober/november 218 v.Chr. en had hij 37 krijgsolifanten bij zich. In veel geschiedenisboeken wordt gezegd dat het twintig olifanten waren. Aanvankelijk boekte Hannibal, een briljant veldheer, grote successen tegen de Romeinen, waarmee hij een blijvende plaats in het Romeinse bewustzijn veroverde. "Hannibal ante portas!" werd een standaard-uitdrukking voor een dodelijk gevaar. De Romeinse Republiek werd in de Slag bij Cannae in 216 v.Chr. tot de rand van de afgrond gedreven, niet alleen door de enorme verliezen, maar ook omdat de eigen Italiaanse bondgenoten aan Rome gingen twijfelen; bovendien sloot Philippos V van Macedonië een verbond met Carthago om in 214 v.Chr. de Eerste Macedonische Oorlog tegen Rome te beginnen. Het laatste onafhankelijke deel van Sicilië sloot ook een verbond met Hannibal.
De Romeinen bleken echter te kunnen leren, zowel van hun eigen fouten als van de tactiek van de vijand. Zij streefden niet meer naar een beslissende overwinning op Hannibal, maar schakelden over op een uitputtingsstrategie tegen Hannibal in Italië en trachtten diens verbinding met zijn uitvalsbasis in Iberia af te snijden. Vanaf 211 v.Chr. werden hiermee belangrijke successen geboekt, toen de grote Romeinse veldheer Publius Cornelius Scipio I in Iberia landde en daar een aantal overwinningen behaalde op minder briljante veldheren dan Hannibal. De trouw van Carthago's Numidische en Keltiberische bondgenoten liet te wensen over. Keltiberische stammen sloten zich zelfs aan bij de Romeinen. Commandant Hamilcar, Hannibals broer, werd de grond te heet onder de voeten in Iberia en hij trok naar Italië om Hannibal te versterken, maar werd al in Noord-Italië verslagen en gedood tijdens de belangrijke Romeinse overwinning in de Slag bij de Metaurus in 207 v.Chr. Hannibal moest het in Italië voortaan dus stellen met wat plaatselijke dubieuze bondgenoten. Na bijna vijftien jaar van belegeringen (maar nooit van de stad Rome), en te weinig overwinningen in veldslagen, moest Hannibal vanuit Italië oversteken naar zijn vaderstad, want de Romeinen hadden inmiddels de Carthagers compleet uit Iberia verdreven en waren overgestoken naar Africa. Daar bedreigden zij Carthago zelf, met steun van de toen ook naar hen overgelopen Numidiërs. Hannibal werd in 202 v.Chr. beslissend verslagen in de Slag bij Zama Regia.
De Carthagers moesten volgens een door de Romeinen opgelegd verdrag hun invloedssfeer beperken tot het tegenwoordige Noord-Tunesië en werden als het ware onder curatele van Rome gesteld. Dit werd niet door iedereen in Rome als voldoende beschouwd. Carthago herstelde zijn welvaart en voerde een lucratieve handel in landbouwproducten met Rome. Senator Marcus Porcius Cato Censorius maior bleef tientallen jaren pleiten voor de verwoesting van Carthago, tot de Derde Punische Oorlog uitbrak.

#### Derde Punische Oorlog
Kort nadat Carthago zijn oorlogsschuld, de stad na de slag bij Zama opgelegd in 152 voor Chr. terugbetaalde, begonnen de Romeinen uit afgunst en imperialisme een nieuwe oorlog tegen de militair weerloze stad. De aanleiding voor de Derde Punische Oorlog was de gewapende reactie van Carthago op de voortdurende aanvallen op het grondgebied van de stad door de Numidiërs, die inmiddels Romes bondgenoten waren geworden. Deze zelfverdediging was echter niet conform het vredesverdrag dat Carthago op het einde van de Tweede Punische Oorlog met Rome gesloten had. Ook vreesde de Romeinse senaat dat koning Massinissa van Numidië zich van Carthago meester zou kunnen maken en de stad als hoofdstad kiezen. Daarmee zou hij beschikken over een zeer strategisch gelegen en goed verdedigbare hoofdstad voor zijn rijk dat volop in expansie was. Rome koos voor de gemakkelijkste oplossing: geen oorlog met Massinissa, maar liever met het militair zwakke Carthago.
De laatste Punische oorlog begon in 149 v.Chr. onder leiding van Publius Cornelius Scipio Aemilianus Africanus minor, de geadopteerde kleinzoon van maior, met een moeiteloze overtocht en een landing van het Romeinse leger in het nabijgelegen Utica, een Punische stad die de kant van de Romeinen had gekozen. De Carthagers gingen akkoord met alle aanvankelijke Romeinse eisen. Ze leverden al hun wapens uit en leverden gijzelaars aan Rome, in een poging om oorlog te vermijden. Toen Rome echter bovendien eiste dat ze Carthago zouden verwoesten en zich op een andere plaats in het binnenland zouden vestigen, besloten ze liever te vechten dan hun geliefde stad op te geven. Scipio begon met de belegering van Carthago, dat heldhaftig verdedigd werd door vijftigduizend soldaten onder leiding van generaal Hasdrubal. De Romeinen blokkeerden de haven van Carthago om de stad uit te hongeren.

#### De ondergang van Carthago in 146 v.Chr.
In 146 v.Chr., bijna vier jaar na het begin van de belegering, wist Scipio Carthago in te nemen. Bij de val van de stad ging het Romeinse leger van huis tot huis om de bevolking uit te moorden. Volgens de meest conservatieve schattingen kwamen meer dan 100.000 mensen om door de gevolgen van oorlog, het beleg en de plundering die volgde. 50.000 overlevenden werden als slaaf verkocht. De stad werd in brand gestoken en volledig vernietigd, ook de grote stadsbibliotheek, waardoor we nog maar fragmentarisch weet hebben van de Carthaagse geschiedenis en cultuur.
De stadsmuren werden ontmanteld, daken werden verwijderd om gebouwen onbruikbaar te maken. In de huidige tijd gaat een verhaal uit de 19e eeuw dat de stad op een andere manier verwoest is. Dit verhaal luidde dat de ruïnes van de stad werden omgeploegd en er zout over de velden werd gestrooid om die onvruchtbaar te maken. Dit verhaal is echter vrijwel zeker een verzinsel, al was het maar omdat zout in de klassieke oudheid daarvoor veel te kostbaar was.
Marcus Tullius Cicero blikte rond het jaar 54 v.Chr. nog eens terug naar de oude tijden in zijn werk De re publica. Al wordt de naam Carthago er niet expliciet in vermeld, het is wel duidelijk dat het om de stad in kwestie gaat:

Videsne illam urbem, quae parere populo Romano coacta per me renovat pristina bella nec potest quiescere?

Zie je die stad die, nadat zij door mij is gedwongen te gehoorzamen aan het Romeinse volk, oude oorlogen hervat en de vrede niet kan bewaren?
— Marcus Tullius Cicero, De re publica 6.11

Hij voegde er verder nog aan toe (en met de expliciete vermelding van de naam Carthago):

Cum autem Carthaginem deleveris, triumphum egeris censorque fueris, et obieris legatus Aegyptum, Syriam, Asiam, Graeciam, deligere iterum consul absens bellumque maximum conficies, Numantiam excindes.

Maar wanneer je Carthago verwoest zult hebben, een triomf gehouden zult hebben en censor zal zijn geweest en je als onderbevelhebber naar Egypte, Syrië, Azië, Griekenland gegaan zult zijn, zul je weer tot consul gekozen worden in jouw afwezigheid en zul je een zeer grote oorlog voltooien, je zult namelijk Numantia vernietigen.
— Marcus Tullius Cicero, De re publica 6.11

### Onder Rome
Aanvankelijk mocht er niemand meer op de ruïnes van Carthago huizen bouwen, maar in 122 v.Chr. stichtte Gaius Sempronius Gracchus in Carthago de nederzetting Colonia Junonia. Het project was echter geen lang leven beschoren vanwege tegenwerking van Gracchus' politieke tegenstanders in de senaat. In de eerste eeuw v.Chr. besloot Julius Caesar in Carthago een nieuwe stad te stichten, maar in 44 v.Chr. werd hij vermoord voordat dit kon worden gerealiseerd. Zijn geadopteerde zoon, keizer Augustus, liet na Caesars dood een nieuwe stad aanleggen die ook weer de naam Carthago kreeg en al snel was ze weer van flinke betekenis, mede doordat zich weer veel 'Puniërs' vestigden op die plek. In de loop van de eerste eeuw na Christus groeide de stad zelfs uit tot de tweede stad in de westelijke helft van het Romeinse Rijk met ongeveer 500.000 inwoners. Alleen Rome zelf was met rond de 800.000 bewoners nog groter. Rond het jaar 100 werd het Romeinse amfitheater van Carthago gebouwd; een van de indrukwekkendste theaters in de Romeinse wereld. In de christelijke periode was Carthago eveneens belangrijk door verschillende concilies die er gehouden werden (waaronder het Concilie van Carthago) en door de belangrijke bisschop Augustinus van Hippo die in Carthago studeerde.

### Middeleeuwen
In de 5e eeuw werd Noord-Afrika bezet door de Vandalen: koning Geiserik nam in 439 Carthago in en maakte het de hoofdstad van zijn rijk. Van hieruit veroverde het Vandaalse rijk binnen enkele jaren Sicilië, Sardinië, Corsica en de Balearen. In 455 plunderden de Vandalen Rome. Oost-Romeinse strafexpedities om hen te verslaan haalden niets uit en bijna een eeuw lang bleven de Vandalen een belangrijke macht in het Middellandse Zeegebied. Uiteindelijk wist de Byzantijnse generaal Belisarius in 533 Carthago in te nemen, waarmee het Vandaalse rijk ophield te bestaan. Het Vandaalse Rijk in Noord-Afrika werd door keizer Justinianus I bij zijn rijk geannexeerd. De Punische taal bleef ondertussen, naast het officiële Latijn, van betekenis als de volkstaal tot de verovering van Carthago door de Arabieren in de 7e eeuw. Het Oost-Romeinse leger trok zich daarna uit heel Afrika terug. Het bleef enkel nog in Ceuta. Carthago werd door de Arabieren verwoest, zijn muren werden neergehaald, de watertoevoer afgesneden, en zijn havens onbruikbaar gemaakt. De vernietiging van het exarchaat Afrika betekende het definitieve einde van de invloed van het Oost-Romeinse Rijk in de regio.
Hierna nam de betekenis van Carthago snel af omdat de Arabieren niet veel behoefte hadden aan havensteden. Hun handel ging als vanouds over land via karavaanroutes. Het kleine landinwaarts gelegen plaatsje Kairouan werd een belangrijke pleisterplaats voor de Arabische karavanen die door Noord-Afrika trokken en veel Carthaagse handelaars vestigden zich hier. Lange tijd was Kairouan zelfs de hoofdstad van het machtige islamitische rijk van de Aghlabiden. Later werd vlak bij Carthago de stad Tunis gesticht, wat gedurende de Middeleeuwen het bruisende middelpunt was van het rijk van de Hafsiden; het inmiddels bijna verlaten Carthago werd als steengroeve gebruikt voor de uitbreiding van Tunis waardoor er na een paar eeuwen enkel ruïnes overbleven.

## De stad en haar gebouwen

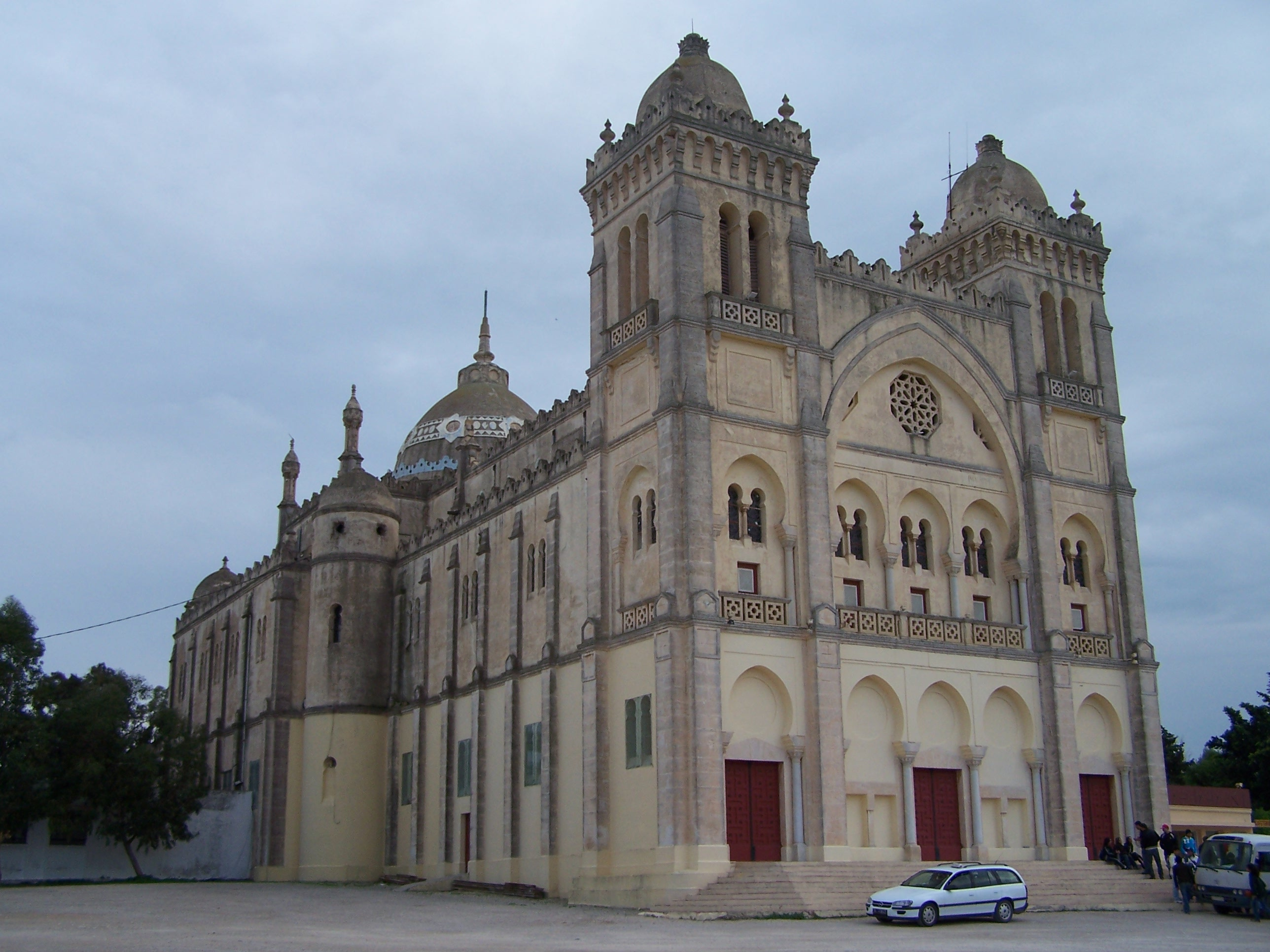
Acropolium, de voormalige Kathedraal van Saint-Louis

### De ligging
De kuststrook wordt, vanuit het noorden gezien, eerst gekenmerkt door lange kale stranden, die vervolgens overgaan in hoge duinen en dan vrij snel in steile, rode rotswanden. Voorbij het huidige Sidi Bou Said wordt de kust weer vlak en zandig. Boven de zuidelijkste top is dan de acropolis van Punisch en Romeins Carthago te zien, met een kathedraal. Achter het strand ligt wat vroeger de ingang was van de Punische havens. De klippen voor de kleine kaap zijn ruïnes van de Choma, de kunstmatige aarden wal, waarop de soldaten van Scipio hun eerste bruggenhoofd vestigden.
Het omringende gebied was (en is) rijk aan olijven, vruchtbomen, moestuinen en korenvelden, waar het klimaat ideaal voor is. De kustvorm was perfect voor de aanleg van een haven. De ligging bood vele voordelen voor de handel. Al met al beschikte Carthago over een zeer gunstige locatie.

### De havens
Ten tijde van de Punische oorlogen bezat Carthago een uitgebaggerde binnenhaven, die in twee kommen was verdeeld. De eerste was bestemd voor de koopvaardijschepen en was rechthoekig van vorm, de tweede, rond van vorm, was de marinehaven. Midden in de marinehaven lag een eiland met een gebouw waar de admiraliteit zich bevond. Er wordt verondersteld dat er rond deze haven een natuurlijke lagune heeft gelegen. Dit had het nadeel, dat er een gebrek aan drinkwater was. Overal in het Carthaagse land leveren de putten slechts brak water. Appianus, die in de 2e eeuw v.Chr. leefde, geeft een beschrijving van de havens. Hij schrijft: ’De havens waren zodanig aangelegd, dat de schepen van de ene in de andere konden varen. Vanuit de zee kwam men door een twintig meter brede ingang, die door ijzeren kettingen werd afgesloten. De voorste haven, bestemd voor de kooplieden, was voorzien van een groot aantal zeer uiteenlopende ligplaatsen. Midden in de achterste haven lag een eiland. Dit eiland en de haven zelf waren omgeven door brede kaden. Langs deze kaden stonden botenhuizen, die 220 vaartuigen konden herbergen; boven op de botenhuizen waren magazijnen gebouwd voor tuigage. Voor elk botenhuis stonden twee Ionische zuilen, zodat de omtrek van de haven en ook het eiland eruitzag als een zuilengalerij. Op het eiland was een paviljoen gebouwd voor de admiraal, waaruit trompetsignaal en herautencommando's werden gegeven en vanwaar de vlootvoogd het geheel kon overzien. Het eiland lag tegenover de ingang en rees hoog boven het water uit; zo kon de admiraal zien wat er op zee voorviel, terwijl zij die kwamen aanvaren het binnenste van de haven niet nauwkeurig konden onderscheiden. Zelfs voor de koopvaarders die binnenkwamen bleven de arsenalen onzichtbaar: ze waren namelijk omgeven door een dubbele muur en havenwerken, zodat de koopvaarders via de voorste haven de stad konden bereiken zonder de marinewerf aan te doen.’

### Punisch Carthago

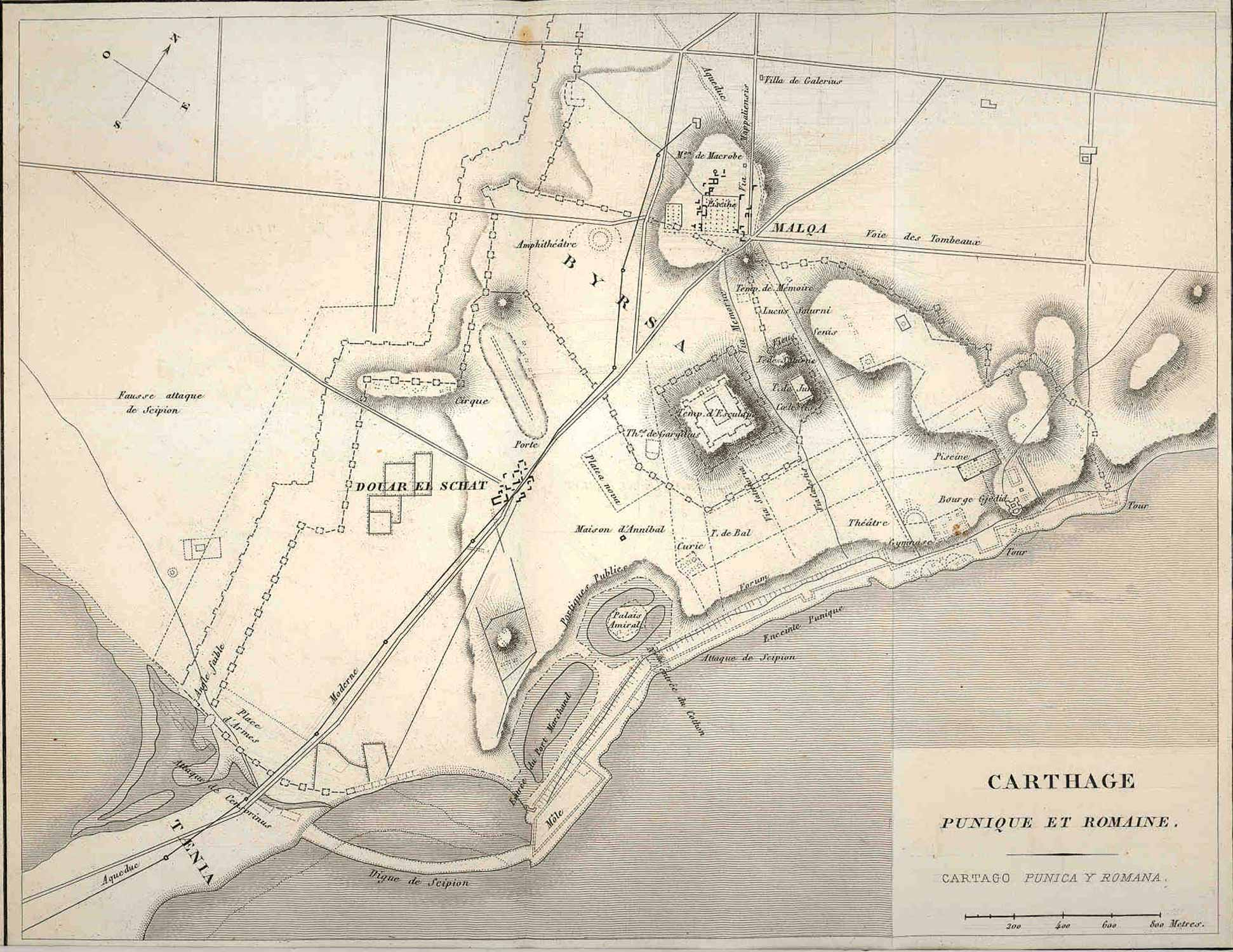
Kaart van Carthago met de omwallingen en de belangrijkste Punische en Romeinse bouwwerken

Carthago kende een grote variatie aan bouwstijlen. De Carthagers hebben veel bouwstijlen uit andere culturen gebruikt en ze soms lukraak door elkaar toegepast. In de loop der jaren werden er vele soms ingrijpende vernieuwingen doorgevoerd. De architectuur kwam geleidelijk onder Griekse invloed. De openbare marktplaatsen en wandelwegen waren aan de rand van de stad gesitueerd, bij de poorten. Dit type marktplaatsen, pleinen, had niet slechts een commerciële maar ook een politieke functie. Een marktplein was niet strak van vorm of omgeven door mooie beelden of andere versierselen. Er waren lange, smalle, rechte straten die uitkwamen op deze pleinen. De wijken waar deze straten doorheen liepen, werden als een geheel ontworpen. De hoogteverschillen in het terrein werden door trappen overbrugd, zoals de zestig treden die naar een belangrijkste tempel leidden. Voor wat betreft de huizen: deze waren in eerste instantie heel simpel opgezet; het waren vierkante of rechthoekige blokken. Dit zou in de loop van de tijd veranderen. Zo zijn er huizen gevonden met vloeren van roze cement, ingelegd met kleine stukjes wit marmer, een kenmerk van de Hellenistische architectuur. Carthago kende ook hoogbouw, die aan moderne flatgebouwen doet denken. Bekend van deze hoogbouw is dat die ongeveer zes verdiepingen hoog was, maar over de uiterlijke kenmerken tasten onderzoekers in het duister.
Over de tempels is meer bekend. Vanuit de aanvankelijk heersende godsvoorstelling werden heilige gebouwen en gesneden beelden afgewezen; hoogstens werden er sobere gedenktekens opgericht, oorspronkelijk gewone stenen. Onder Egyptische invloed vatte het denkbeeld post dat goden een huis nodig hadden om in te wonen. De tempels die daarna werden gebouwd waren op zichzelf nog geen heiligdommen, want daarvoor was een kleine, ingewijde, heilige ruimte noodzakelijk. Voor de Carthagers waren hygiëne en comfort geen onbekende begrippen. Ze hadden dit te danken aan de Hellenen. Carthago had een afvoersysteem van goten voor afvalwater, hoewel niet zo vernuftig als bij de Romeinen, omdat er een gebrek aan water was. De begraafplaatsen lagen aan de buitenkant van de stad, ver van de benedenstad, ze deden dienst als een soort park. De begraafplaatsen leken erg op die van de Moslims tegenwoordig; grote grafmonumenten kwamen nauwelijks voor.

### Vernietiging en Romeins Carthago

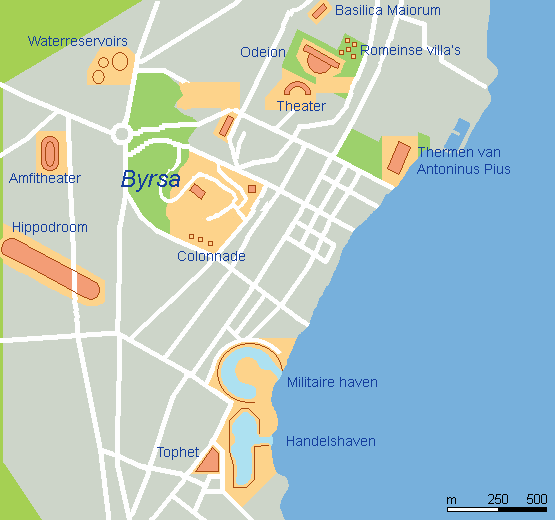
Overzichtskaart van de nog bestaande Romeinse gebouwen in hedendaags Carthago

In 146 v.Chr. aan het einde van de Derde Punische Oorlog werd de stad, met omwalling en alle gebouwen totaal verwoest en vernietigd. Het meest waardevolle werd meegenomen naar Rome. Rome veegde Carthago, zijn mensen en cultuur van de kaart. 
Onze kennis van de Carthaagse architectuur komt dan ook voornamelijk van opgravingen. Een kleine 100 jaar na de verwoesting van Carthago bouwden de Romeinen boven op de oude ruïnes een nieuw Carthago, met grote gebouwen, theaters, villa's en thermen. Het werd weer een bloeiende en luxueuze stad. De meeste ruïnes die tegenwoordig te zien zijn stammen dan ook uit de tijd van het Romeinse Carthago.
Het middelpunt van de oude Carthaagse stad was de Byrsa-heuvel, waarop zich de centrale citadel bevond. De Romeinen bouwden hier het Forum. Verder stonden er tempels, rechtsgebouwen en een archiefgebouw. Sinds het einde van de 19e eeuw staat hier de kathedraal van Saint-Louis, op de plaats van de vroegere tempel van Asclepius. Het gebouw is heden niet meer als kerk in gebruik.
Het Romeinse theater en odeion (een overdekt theater) liggen noordoostelijk van de Byrsa-heuvel. Het theater met een capaciteit van vijfduizend toeschouwers stamt oorspronkelijk uit de 2e eeuw, maar het grootste deel van de huidige resten is van latere datum. Van het odeion is weinig bewaard gebleven, maar men weet dankzij aan keizer Septimius Severus opgedragen inscripties dat het gebouw rond het jaar 200 werd gebouwd.
Ten noordoosten hiervan ligt het zogenaamde parc des villas romaines, waar zich op een voormalige Carthaagse begraafplaats de resten van een aantal Romeinse villa's bevinden. De 3e-eeuwse villa de la volière, zo genoemd naar de aanwezige vogel-mozaïeken, is gerestaureerd en bevat een antiquarium, een ondergronds gewelf.
Noordelijk van het villapark bevindt zich de basilica maiorum; een vroegchristelijke basiliek uit de 5e eeuw met dezelfde bouwvorm als de oude Romeinse handels- en rechtsgebouwen.

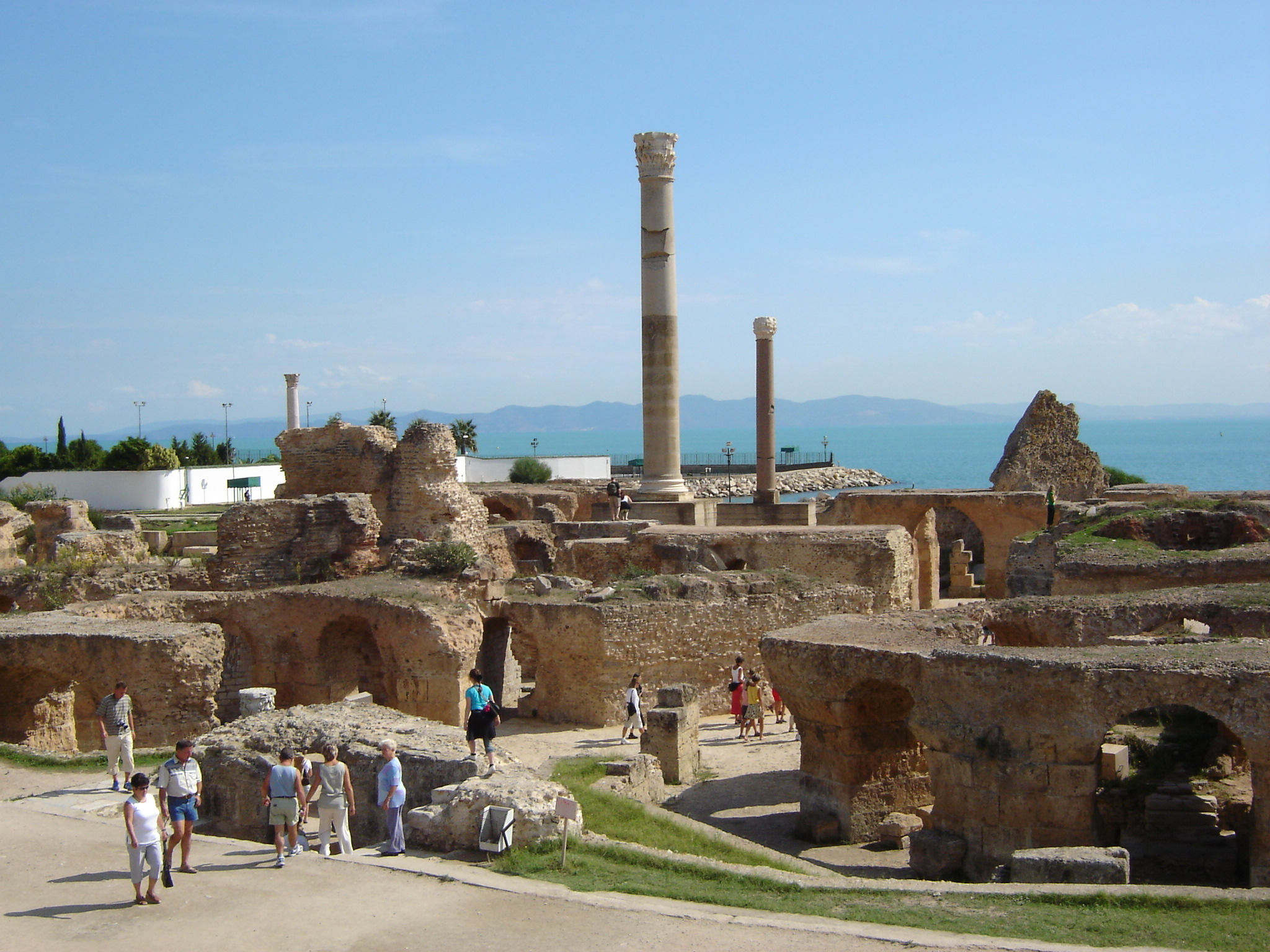
Ruïnes van de thermen

Zuidoostelijk van de theaters liggen aan zee de thermen van Antoninus Pius. Deze in 162 in gebruik genomen baden waren in de Romeinse tijd het grootste thermencomplex buiten Rome. Het frigidarium (koude ruimte) meet 22 bij 47 meter en was oorspronkelijk vijftien meter hoog. Een enkele zuil is sindsdien weer opgericht om een beeld te geven van de bovenverdieping van deze thermen, waar sport-, ontspanningsruimten en badhuizen waren ondergebracht. Andere nog bestaande ruimtes zijn het tepidarium (warme kamer), caldarium (hete kamer) en een zwembad van 17,5 bij 13,5 meter. De thermen werden in 439 door de Vandalen van Geiserik verwoest. De waterreservoirs voor de baden liggen op een heuvel ten westen van de theaters. Het water werd aangevoerd door het meer dan 60 km lange aquaduct van Zaghouan.

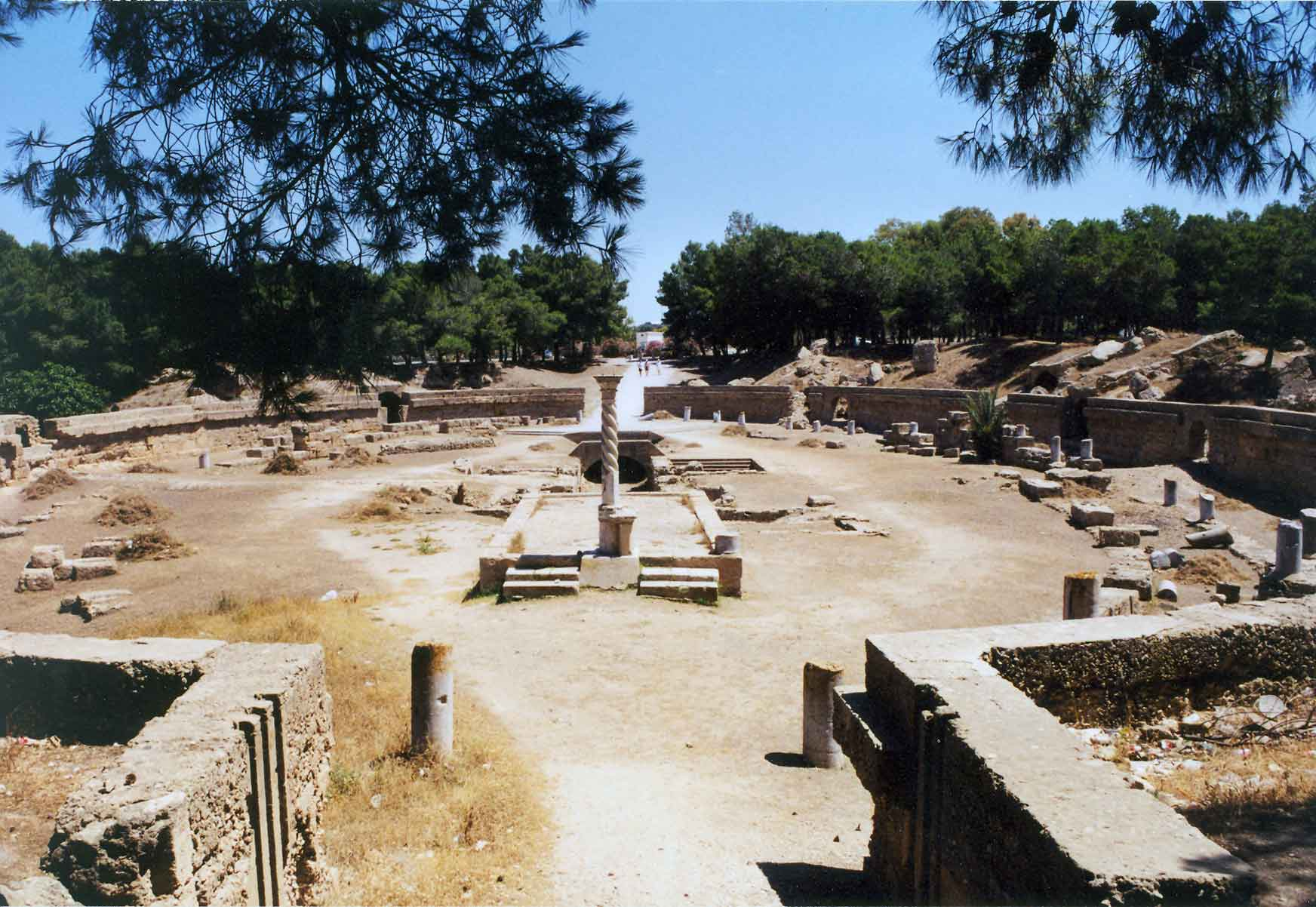
Ruïnes van het amfitheater

Het amfitheater werd rond het jaar 100 gebouwd en ligt westelijk van de Byrsa-heuvel. Het bood plaats aan ongeveer dertigduizend toeschouwers. De iets zuidelijker gelegen paardenrenbaan (hippodroom) kon misschien wel zestigduizend toeschouwers bevatten, maar hiervan is vrijwel niets meer overgebleven.
De twee havens zien er nog vrijwel hetzelfde uit als ten tijde van het Carthaagse rijk, alleen monden ze nu beide rechtstreeks uit in de zee. Vroeger hadden beide havens een gezamenlijke zuidelijke uitgang, heden dus een gescheiden oostelijke. In de Romeinse tijd werd het eiland in de marinehaven waar de Carthaagse admiraliteit gevestigd was gebruikt als forum met twee tempels.

### Werelderfgoed

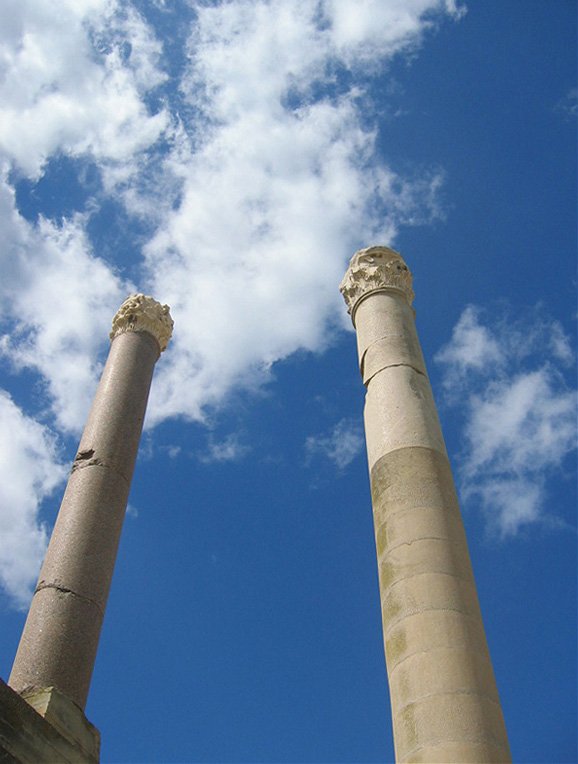
Zuilen in Carthago

Door de snelle uitbreiding van Tunis in het midden van de 20e eeuw werden de overblijfselen van het oude Carthago ernstig bedreigd. Na een verzoek van vooraanstaande Tunesische archeologen startte de UNESCO vanaf 1972 een grootschalige campagne om de restanten voor het nageslacht te behouden. Dit resulteerde uiteindelijk in 1979 in de plaatsing van Carthago op de Werelderfgoedlijst, waarvoor een monument een opmerkelijke en universele waarde moet bezitten en daarnaast aan minimaal een van een lijst van tien selectiecriteria moet voldoen. Carthago voldoet aan de volgende drie criteria: # II: het vertonen van een belangrijke uitwisseling van menselijke waarden, over een bepaalde tijd of in een bepaald cultureel gebied, op het gebied van architectuur, technologie, monumentale kunst, stedenbouwkunde of landschapsarchitectuur, # III: het getuigen van de unieke of ten minste uitzonderlijke culturele nalatenschap van een nog bestaande of verdwenen beschaving, # VI: het rechtstreeks of tastbaar verbonden zijn met gebeurtenissen of nog bestaande traditie, ideeën, religies, artistieke of literaire werken van opmerkelijke en universele betekenis.

### Hedendaags Carthago
Naast het antieke Carthago heeft zich een stad ontwikkeld, die sinds 1919 als zelfstandige gemeente wordt bestuurd. Gelegen aan de kust, is het een residentiële stad, waar heel wat ambassades gevestigd zijn. Ook het presidentiële paleis is daar gevestigd, gebouwd aan de boord van de Middellandse Zee, in opdracht van Habib Bourguiba, in 1960-1969.
De kathedraal van Saint-Louis, gebouwd in 1884-1890 in opdracht van kardinaal Charles Lavigerie, is het belangrijkste landmerk. Na de onafhankelijkheid werd ze onttrokken aan de eredienst en doet sindsdien dienst als cultureel centrum. De moskee 'Mâlik ibn AnasLang' met haar minaret van 55 m hoog, werd gebouwd in 2000-2003 en is een tweede, meer recent, landmerk.
De gemeente telt ongeveer zestienduizend inwoners en wordt geleid door burgemeester Hayet Bayoudh van de liberale partij Tahya Tounes.

## Carthaagse samenleving

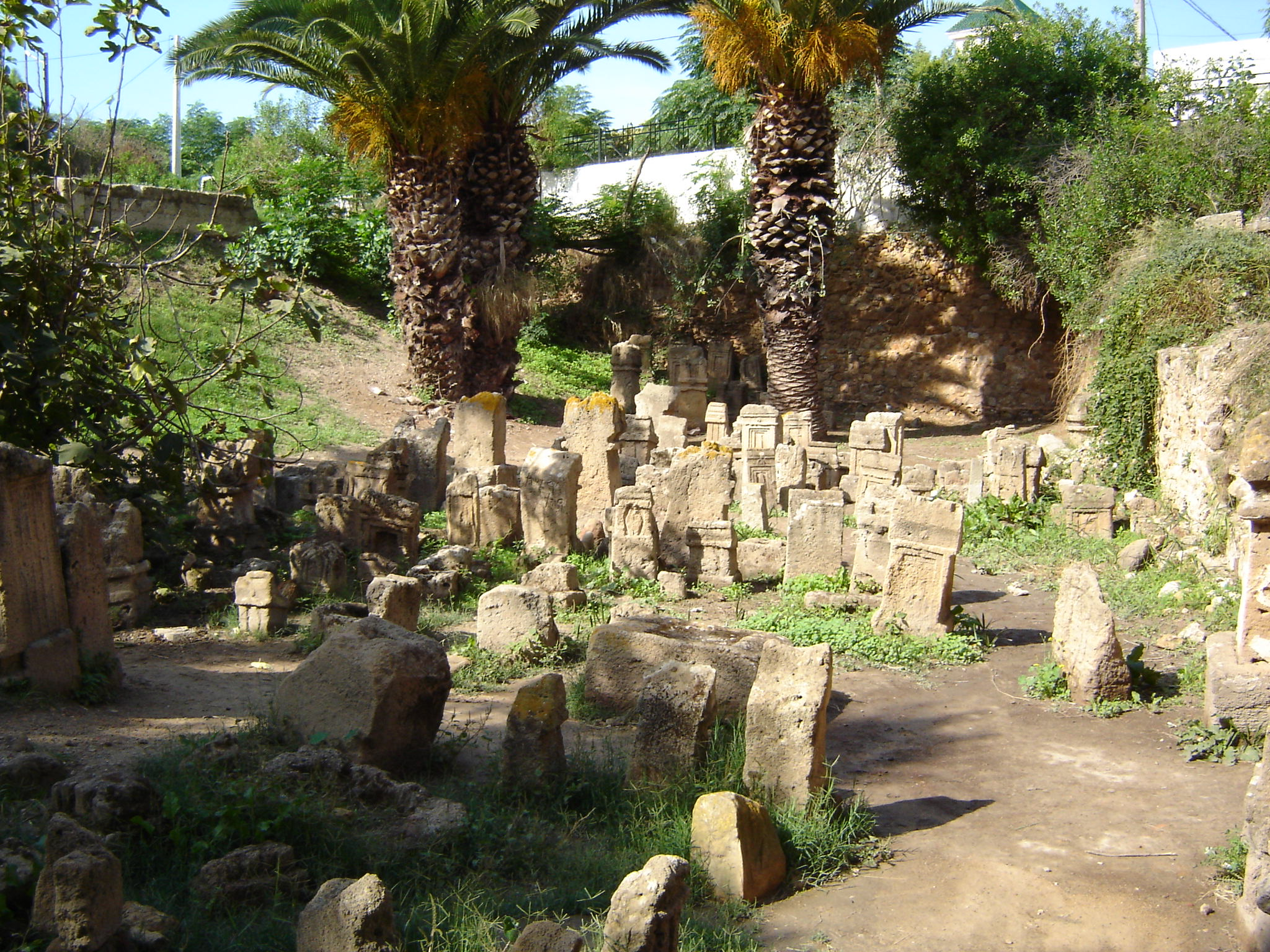
Begraafplaats van Punisch Carthago

Kooplieden uit alle landen hadden toegang tot de haven en in de stad zelf woonden volkeren uit verscheidene gebieden. Oud-Egyptische invloeden vonden hun weg naar de verste uithoeken van het Carthaagse rijk en omgekeerd beïnvloedde de Carthaagse cultuur de volkeren om haar heen. Dit gold vooral voor de volkeren van noordelijk Afrika, Sicilie en Iberië. In noordelijk Italië zijn inscripties gevonden die toegewijd zijn aan de Carthaagse god Ashtart. Griekse beeldhouwers vestigden hun ateliers in Carthago en er woonde een grote groep Oost Aziaten in de stad. De Carthaagse samenleving werd dus door veel verschillende volken beïnvloed. De slaven in Carthago hadden geen grote haat voor hun meesters. Bij revoluties bleven de slaven hun meesters trouw. De opstandigheid kwam van het huurleger (dat bestond uit vroegere slaven en deserteurs) en de Libische boeren die onder een soort feodaal systeem hun arbeid verrichtten; ze moesten een deel van hun oogst afstaan, wat in oorlogstijd wel tot de helft kon oplopen. De boeren hebben verschillende malen geprobeerd een revolutie te ontketenen, zonder succes. De Libische boeren zouden uiteindelijk de ondergang betekenen voor Carthago. De conflicten ontstonden dus niet in de stad zelf maar door de verschillende economische taken voor verschillende groepen. Alle Carthagers profiteerden van de welvaart van de stad, ze stonden met zijn allen aan één kant.
Vrouwen waren niet van elk onderwijs buitengesloten, al waren de voor hen toegankelijke studies vaak de minder praktische. Toch konden vrouwen uit de aristocratie hoge functies bekleden. Carthago kende geen amusement zoals de Grieken hun sportwedstrijden en toneelspelen hadden. Er moet weinig te beleven zijn geweest: verder dan godsdienstceremoniën kwam het nooit, wat het weinig kunstzinnige karakter van de Carthagers nog meer benadrukt. De doorsnee Carthager geloofde dat hij constant omringd was door talloze boze machten. Dit is ook de verklaring waarom de Carthagers als een ruig en zwartgallig volk werden gezien. Tot op de dag van vandaag hebben de Tunesiërs elementen van dit pre-islamitische bijgeloof behouden, met bijbehorende tegenmaatregelen om gevaren af te wenden.

### Regeringsvorm
De meeste tijd van zijn bestaan werd Carthago door een oligarchie geregeerd, bestaande uit de rijkste en belangrijkste families. Sinds de 6e eeuw v.Chr. werden ieder jaar twee suffeten verkozen, die de bevoegdheid hadden de volksvergadering en de raad van ouderen voor te zitten en recht te spreken. De volksvergadering koos in een crisisperiode iemand die meer bevoegdheden kreeg om die crisis te lijf te gaan, meestal uit hun eigen gelederen. Het leek wel wat op het systeem dat Rome erop na hield, hoewel de democratische beginselen die er in theorie waren er in de praktijk nooit veel te betekenen hadden. Rond 480 v.Chr. verdween het Carthaagse koningschap en vormden de suffeten het hoogste gezag, waarmee Carthago een oligarchische republiek werd.

### De handel

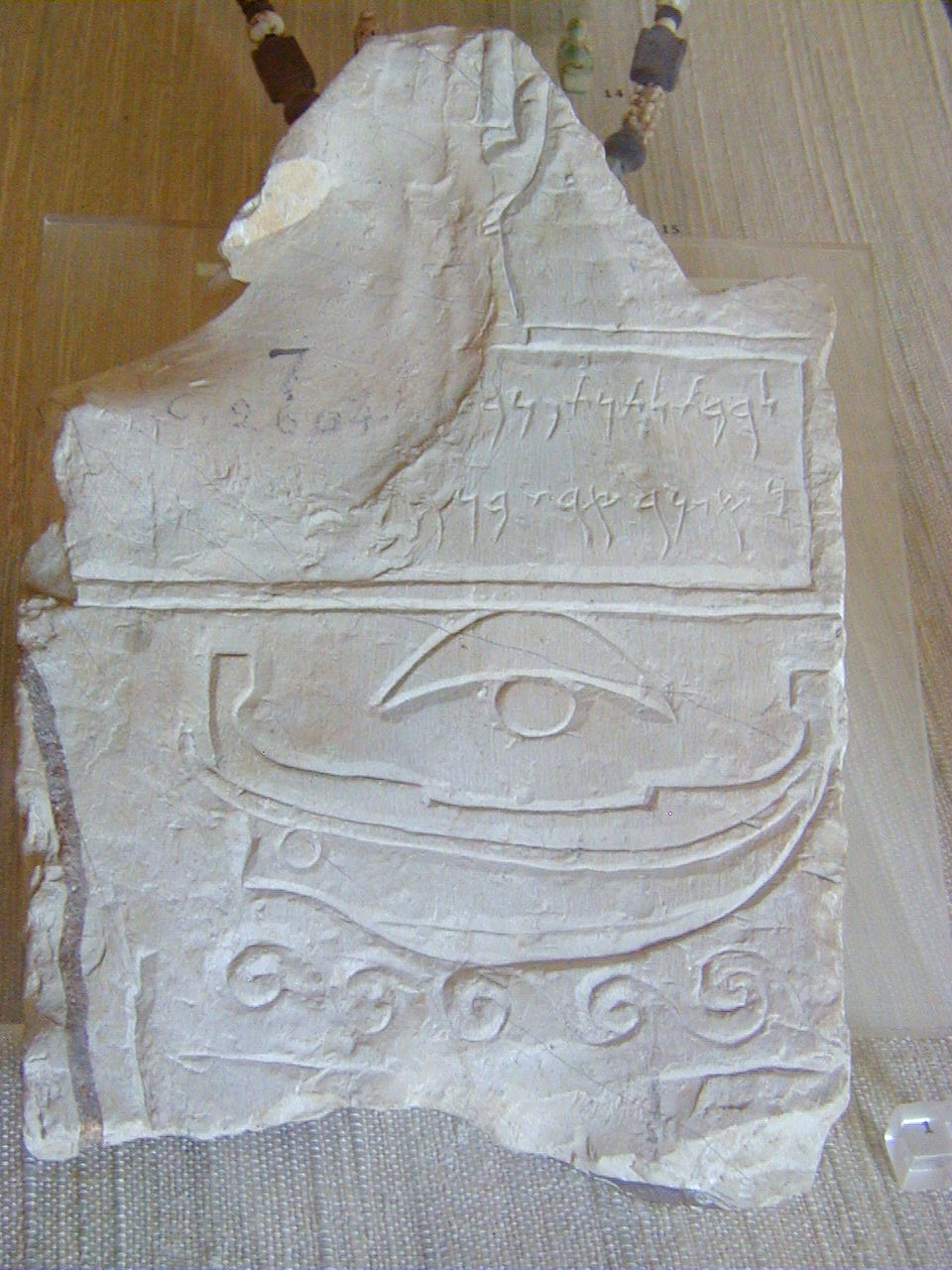
Stele met afbeelding van een Carthaags schip

De kooplieden waren het belangrijkste en bekendste deel van de Carthaagse samenleving; ze zochten hun fortuin ver van het vaderland. Het beleid van Carthago was erop gericht hun handelaren een monopolie-positie te geven op bepaalde markten door middel van geweld of diplomatie. Dit heeft zijn bijdrage geleverd aan het succes van de Carthaagse handel. De eenvoudige manier van handel bedrijven, vergeleken met de Grieken, heeft Carthago geen windeieren gelegd. In Carthago kon men zeer goed zaken doen, mits er veel geld was, en dat was er. Het beeld van de Carthaagse handelaars is zeer verschillend. Er zijn schrijvers die hen beschrijven als de kinderontvoerder, maar anderen beschrijven de handelaar als een bijna heroïsche ontdekkingsreiziger. De waarheid lag waarschijnlijk ergens in het midden.
Rond de 8e eeuw v.Chr. leken Carthago en Griekenland een stilzwijgend verbond te hebben. De Feniciërs gaven alle aanspraken op Italië op toen de Grieken zich van het zuidelijk deel van Italië meester maakten. Nadat de Grieken door een economische coalitie van de Carthagers, de Perzen en de Etrusken omringd werd, kwam hun nijverheid tot grote bloei waardoor ze minder afhankelijk werden van het invoeren van producten en de export groeide. De Carthaagse producten schoten tekort in vergelijking met de Griekse en ze verloren terrein in het Oostelijk deel van de Middellandse zee. Hierna volgde een economische recessie in Carthago. Door middel van vooral oorlog kwam Carthago uit deze recessie en bloeide weer op. Rond 350 v.Chr. sloot Carthago een verbond met Rome. Dit contract was relatief gunstig omdat Rome nog als een Etruskische stad werd beschouwd. De Etrusken waren een bondgenoten van Carthago. De Carthaagse handelaren vergrootten hun macht in Griekenland en op het Iberisch Schiereiland. De Griekse invloed in de Oriënt nam af, gedeeltelijk ten gunste van Carthago, dat aldus haar oude positie herstelde. In het begin van de 3e eeuw v.Chr. lijfde Carthago Sicilië in maar verloor het al snel weer. Rome verpletterde het Carthaagse leger en hun vloot. Carthago bevond zich aan de rand van ineenstorting, maar werd gered door de militaire overwinning van de nieuwe militairen, opgeleid in de school van Alexander de Grote: Hamilcar, Hasdrubal en Hannibal. Hamilcar veroverde binnen tien jaar het grootste deel van Spanje, hierdoor kon Carthago snel zijn schulden aan Rome afbetalen. Hannibals in Spanje begonnen zegetocht tot diep in Italië bleek van korte duur te zijn. De Romeinen bezetten heel Spanje, terwijl Hannibal in Italië rondtrok. Toen Hannibal uiteindelijk Italië verliet, was er niet veel meer van het Carthaagse Rijk over. De Carthaagse hulpbronnen waren uitgeput door oorlogsuitgaven en hadden hun macht grotendeels verloren.

### Bevolkingsklassen
Priesters
De voornaamste positie in de stad werd zonder twijfel ingenomen door de priesters. Of het nu ging om de oogst, de vruchtbaarheid van mens en dier of om politieke en economische zaken, de priesters waren hier onherroepelijk mee verbonden. Zodra zij het nalieten offers te brengen aan bovennatuurlijke krachten, raakte de bevolking in rep en roer, in de veronderstelling dat priesters daadwerkelijk invloed op deze zaken hadden.
Wie zich aan god wijdde gaf zijn lot totaal uit handen; die god kon 'zo nodig' aanspraak maken op het leven van zijn dienaar. Soms leidde dit tot mensenoffers. Zo liet koning Malchus zijn zoon, een priester, diens zoon, dus Malchus' kleinzoon, gehuld in priestergewaad kruisigen. Deze straf kan heel goed gezien worden als een mensenoffer.
De priesters moesten zich houden aan het celibaat, maar kuisheid was geen blijvende eis voor alle priesters: vele waren gehuwd en bekleedden zelfs een erfelijk ambt. In dit opzicht leken de Carthaagse priesters veel op middeleeuwse katholieke priesters. Het voornaamste kledingstuk van de priesters was een lang gewaad van doorzichtig linnen, met daaronder een Egyptisch aandoende lendendoek.
Aristocratie
Van zijn stichting tot zijn ondergang is Carthago beheerst geweest door een aristocratie, die haar positie zowel aan afstamming als aan rijkdom te danken had. Waarschijnlijk in 196 v.Chr. werd Hannibal verkozen tot suffeet, de titel van de hoogste magistraten in Carthago. De macht van de aristocraten was in de loop der jaren fors toegenomen, maar Hannibal vaardigde wetten uit die deze macht inperkten. De controle over de rechtspraak wordt haar ontzegd en de magistraten (een soort senatoren) dienden voortaan rekenschap af te leggen. In 195 v.Chr. eiste Rome, dat de toenemende welvaart van Carthago onder Hannibal met argusogen volgde, de uitlevering van Hannibal. Hij vluchtte naar het hof van Antiochus III de Grote, die hem met open armen ontving. Nadat Romeinse spionnen hier lucht van hadden gekregen pleegde hij zelfmoord om uitlevering aan Rome te voorkomen.
Uiteindelijk slaagde de democratische partij, in nagedachtenis van Hannibal, er na enige tijd in om aan de macht te komen. De verdrijving van de aristocraten droeg bij aan de ondergang van Carthago. De democraten weigerden namelijk een verbond aan te gaan met Massinissa, de koning van Numidië. Toen de aristocratie nog volledig aan de macht was in deze staat met zijn uiterst gemengde bevolking, had deze een sterk standbewustzijn, wat duidelijk tot uiting kwam op de gedenkstenen. Hierop werd de volledige genealogie vermeld, de ambten en waardigheden die hun voorouders hadden bekleed en de eigen namen. Het aanzien van de aristocraten berustte voornamelijk op hun rijkdom. Alle schrijvers uit die tijd benadrukken hoe belangrijk geld was in Carthago. Dit geld was grotendeels afkomstig uit de handel, maar ook legde de rijke burgerij beslag op de landbouwgrond, waar ze het plebs op lieten werken.
Industrie en ambacht

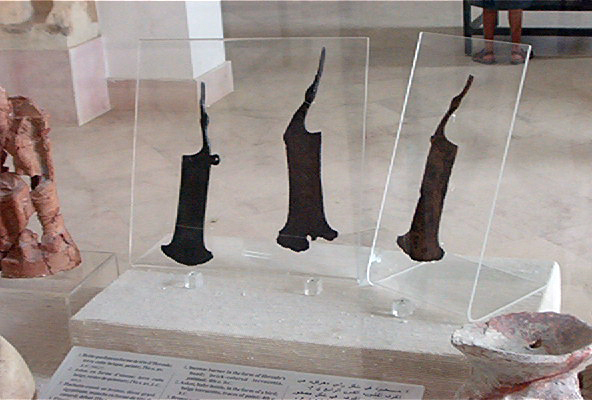
Carthaagse scheermessen

De kennis omtrent de Carthaagse arbeider is veelal gebaseerd op de archeologische vondsten, en niet zozeer op geschreven teksten.
Het Carthaagse proletariaat is een typische stadsbevolking. Het omvat de zeelui, de arbeiders van de tuighuizen, de ambachtslieden, de beambten van de handelshuizen, de beroepssoldaten en de slaven. De Carthaagse nijverheid had niet de positie die je zou verwachten bij een handelsnatie met zo'n enorm afzetgebied. Carthaagse producten kwamen zelden verder dan de binnenlandse markt. Er zijn twee redenen aan te wijzen voor de middelmatigheid van de producten. Ten eerste is er het overdreven protectionisme van de staat en ten tweede: de afzetmarkt van Carthago bestond vooral uit barbaarse volkeren, die weinig oog hadden voor kwaliteit.
Deze metaalwerkers stonden onder staatstoezicht en waren in dienst van de marine en landmacht. Ten tijde van oorlog was er volop werk voor de metaalarbeiders; ze stonden dan volledig in dienst van de staat. In vredestijd werkten veel metaalarbeiders voor eigen rekening, of onder een baas. Bij opgravingen zijn naast gereedschap de volgende nijverheidsproducten aan het licht gekomen: bijlen, hamers, allerlei wapens, messen, beitels, haken, schrappers en lepels. Maar ook werden toiletartikelen en sieraden gevonden. De metaalindustrie werd door de koopvaardijvloot van grondstoffen voorzien.
Houtbewerking was een grote bedrijfstak in Carthago. Hierin waren de Carthagers hun tijd ver vooruit. Spijkers waren in Carthago onbekend, maar toch wisten zij gebouwen te vervaardigen die andere volkeren niet eens mét spijkers wisten te bouwen. Veel van de balken die zij legden hielden meer dan duizend jaar stand, zonder vervangen te hoeven worden. Maar hun belangrijkste taak was de bouw en het herstel van schepen. Zij waren daarin heer en meester en de Grieken gaven dan ook zonder aarzeling de superieure bekwaamheid van de Carthagers op dit gebied toe.

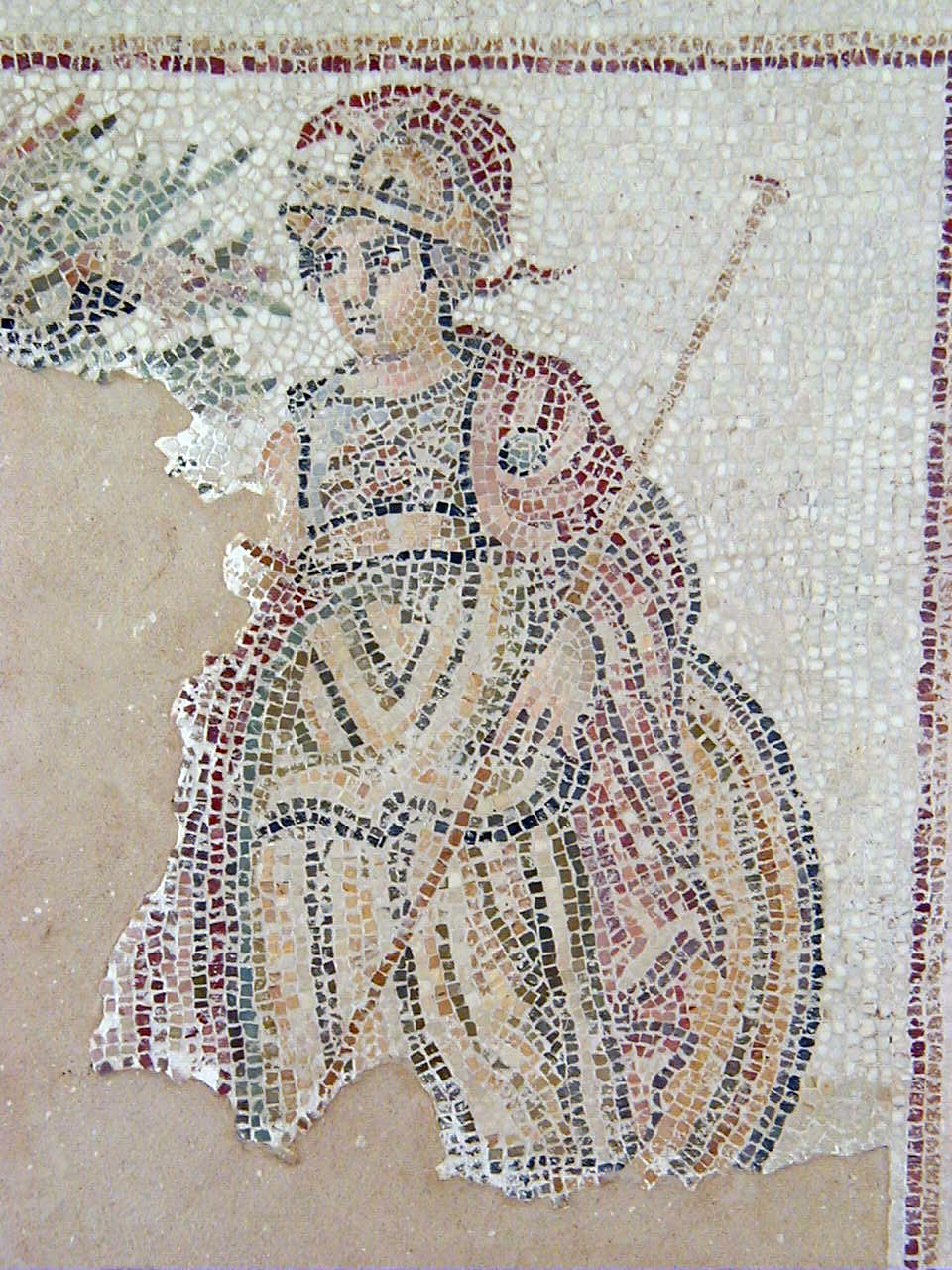
Carthaags mozaïek

De textielnijverheid was een der voornaamste industrieën in Carthago. Zoals in vrijwel alle samenlevingen in de klassieke oudheid werd de dagelijkse kleding vrijwel geheel door de vrouwen thuis gemaakt. Inscripties vermelden evenwel ook beroepswevers, die hun werkzaamheden uitvoerden in grote ateliers. De binnenlandse beplanting leverde een overvloed aan grondstoffen hiervoor geschikt. De Carthaagse kussens en geborduurde tapijten werden in de 5e eeuw tot in Griekenland verkocht.
De keramische industrie was de nijverheid met het grootste afzetgebied. Talloze gebruiksartikelen werden gemaakt door pottenbakkers: van kruiken tot de kleinste fiolen voor parfums, alle vloeistoffen werden opgeslagen in keramische producten. De Carthaagse pottenbakkers lijken, in tegenstelling tot de Grieken, zich vooral op de massaproductie te hebben gericht. De Carthagers waren een weinig creatief volk en als ze luxevazen nodig hadden dan importeerden ze die uit Griekenland. Het is er nooit van gekomen om hiervoor een eigen industrie te scheppen; de Carthagers waren altijd meer praktisch gericht.
Bekendstonden de Carthagers verder om hun glasindustrie: het was een van de weinige producten die ook daadwerkelijk geëxporteerd werd. Het Carthaagse glaswerk is in groten getale geëxporteerd naar de westelijke oevers van de Middellandse Zee, tot in Gallië toe.

### Leger
Het Carthaagse leger was van oorsprong een burgerleger, net zoals dat van de moederstad Tyrus. De belegering van Tyrus door de Babylonische koning Nebukadnezar in 586 v.Chr. echter betekende dat Tyrus de bescherming van haar Siciliaanse kolonies niet meer kon garanderen. Voortaan zou Carthago, dat intussen tot een rijke handelsstad was uitgegroeid, deze taak moeten vervullen. Aan de Noord-Afrikaanse kust werden de andere Fenicische kolonies verplicht de suprematie van Carthago te erkennen door het afbreken van hun muren - met uitzondering van het oude Utica -, hun legers te ontbinden en geld of troepen te leveren aan Carthago.
Door de rol die Carthago vanaf nu ging spelen in het Middellandse Zeegebied werd het burgerleger omgevormd tot een huurlingenleger. Carthagers die voortaan wilden strijden voor hun moederstad werden opgenomen in een nieuwe elite-eenheid die de stad zelf moest verdedigen: de Heilige Schare van Carthago. Naast een landleger had Carthago ook een oorlogsvloot, waarvoor een aparte oorlogshaven was aangelegd. Deze haven was met de handelshaven verbonden via een kanaal, zodat men via het kanaal dat de handelshaven met de zee verbond uit kon varen. De ronde oorlogshaven had een diameter van 325 m en bood plaats aan 220 oorlogsschepen. Op een in het midden van de haven aangelegd kunstmatig eiland bevonden zich de gebouwen van de Carthaagse admiraliteit. Oorspronkelijk beschikte de Carthaagse vloot over triremen, zoals de andere zeevarende volkeren, maar rond de 4e eeuw v.Chr. zouden de Carthagers overstappen op de quinquereem; een oorlogsschip met vijf in plaats van drie rijen roeiers. Hierdoor konden de Carthagers zich voortaan sneller verplaatsen dan hun tegenstanders die nog over triremen beschikten.

### Godsdienst
Carthago had zijn godsdienst, de baälsdienst, bekend uit de Bijbel, met de hoofdgod Melkart meegenomen uit zijn moederstad Tyrus. Deze was berucht om de vermeende kinderoffers die volgens de overlevering in crisistijden vaak werden gebracht. Ook in Carthago waren deze praktijken gangbaar volgens de Romeinse schrijver Plutarchus en anderen. Later werd de (oorspronkelijk Noord-Afrikaanse) godin Tanit de belangrijkste god. 
Recente opgravingen in Tunesië en op Sicilië en Sardinië (Sant'Antioco en Mont Sirai), waarbij veel urnen met verbrande kinderbeenderen werden gevonden uit 400-200 v.Chr., schijnen de Romeinse visie tegen te spreken. Analyse van de resten in de vele urnen geven aan dat het hier vaak om doodgeboren, onvolgroeide kinderen ging. Het zou dus ook kunnen dat de Cartagers juist een aparte herdenkingsplaats in ere hielden voor doodgeboren en jong gestorven kinderen. Dit zou erop wijzen dat de gruwelverhalen over Carthaagse kinderoffers gewoon Romeinse propaganda waren.

### Carthaagse kunst

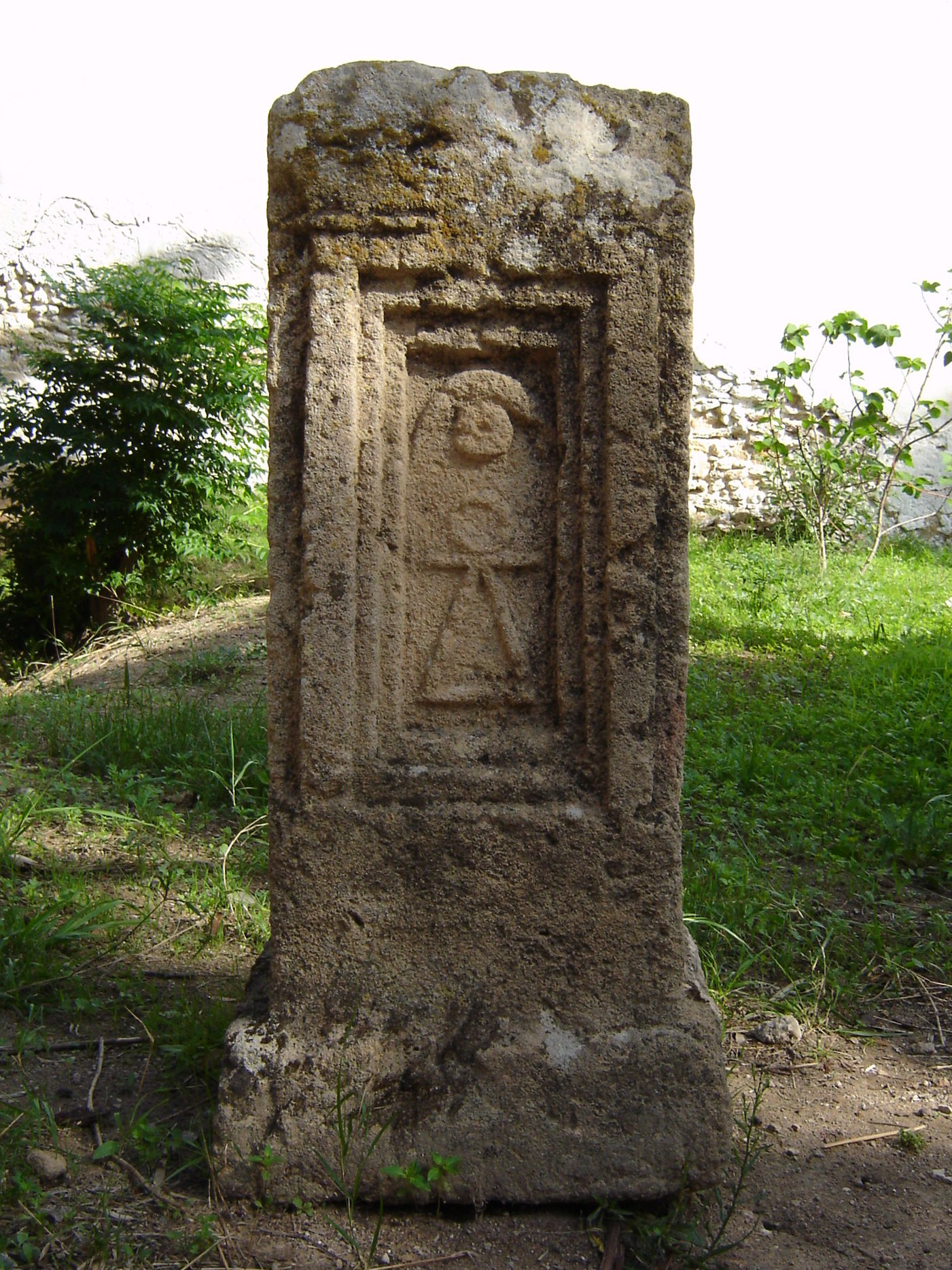
Stele op de tophet van Carthago

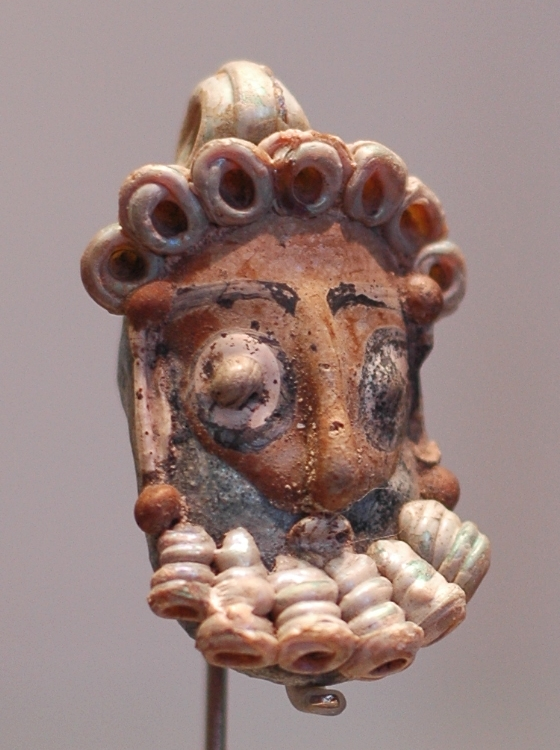
Bebaarde man

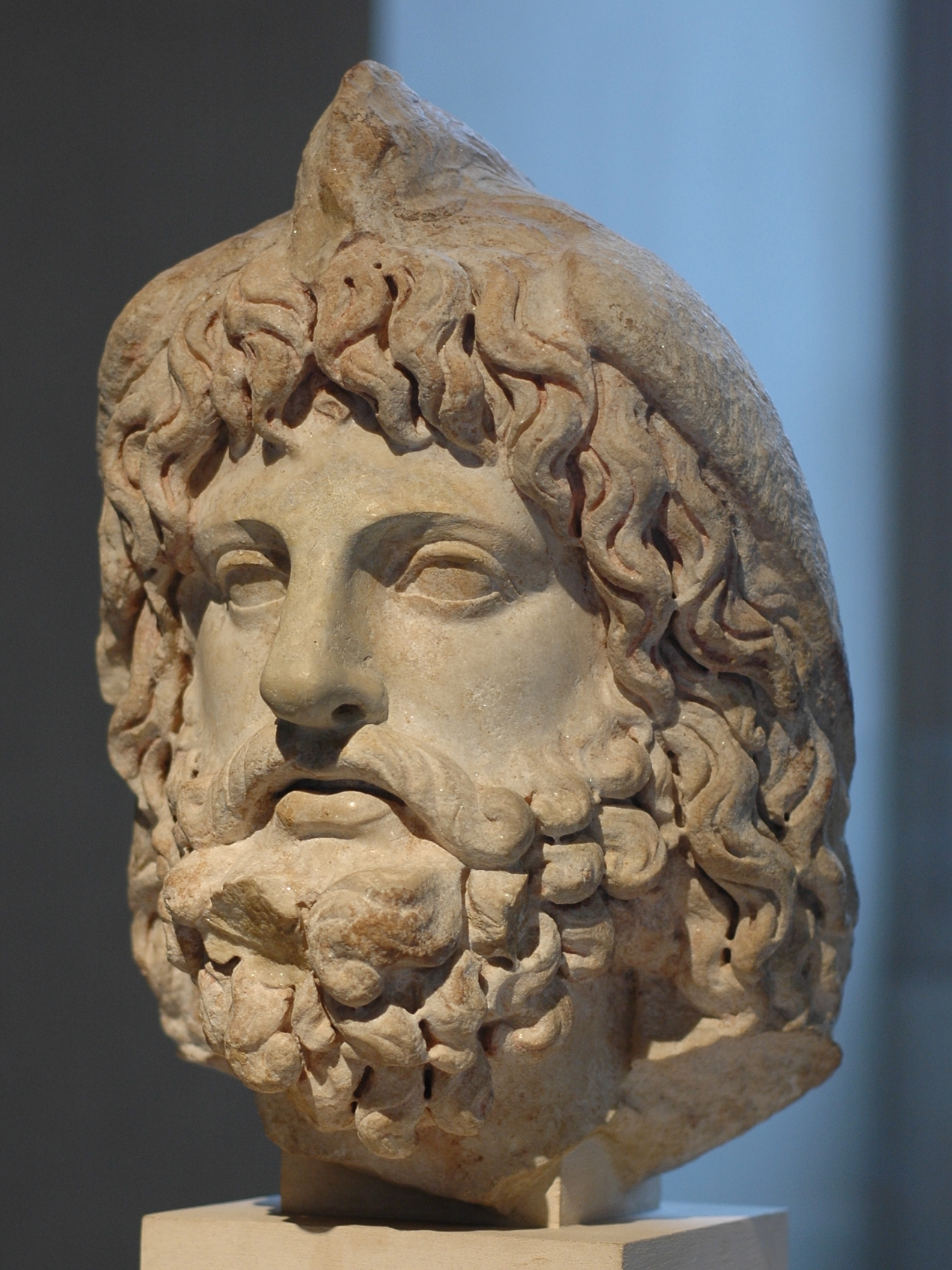
Hoofd van Serapis

De Carthaagse kunst nam aanvankelijk nog veel van haar Fenicische voorganger over, maar door contacten met de Griekse kolonisten op Sicilië onderging zij al vroeg Griekse invloeden. Vanaf de 4e eeuw v.Chr. was de hellenistische invloed dan ook al bijzonder sterk. De meest bekende en in groten getale gevonden voorbeelden van Carthaagse kunst zijn de votiefmonumenten op de grafzerken (topheten). Het voornaamste motief is het Tanitteken en de halvemaanschijf, afbeeldingen van mensen en dieren kwamen zeer zelden voor.

#### Carthaagse literatuur
De Carthaagse literatuur, waarvan het bestaan aan antieke auteurs bekend was, is niet bewaard gebleven doordat de bibliotheek net als de rest van Carthago in 146 v.Chr. door de Romeinen werd vernietigd. De enige bewaard gebleven Carthaagse tekstfragmenten zijn inscripties, voornamelijk van graf- en gedenkstenen, die vrijwel allemaal een religieuze tekst hebben. Het verslag van de Carthaagse suffeet Hanno over zijn zeereis langs de Afrikaanse Westkust is ons in een Griekse vertaling overgeleverd. De Carthaagse schrijver Mago schreef in de 2e eeuw v.Chr. een belangrijk werk in 28 delen over landbouwkunde. Ook dit werk is verloren gegaan, maar delen ervan zijn heden bekend uit Griekse en Latijnse werken waarin Mago's teksten geciteerd werden. In de komedie Poenulus van de Latijnse blijspeldichter Plautus komen enkele passages in het Punisch voor, die hij mogelijk uit de Carthaagse literatuur heeft overgenomen.

#### Carthago in de hedendaagse kunst
Het verhaal van Dido en Aeneas, dat zich in Carthago afspeelde, is het onderwerp van verschillende opera's geweest:
- Henry Purcell - Dido and Aeneas (Chelsea, 1689)
- Joseph Martin Kraus - Aeneas i Cartago (Stockholm, 1782-1791)
- Niccolò Piccinni - Didon (Parijs, 1783)
- Hector Berlioz - Les Troyens (Parijs, 1863)